# Мазиеро, Энеа
Энеа Мазиеро (итал. Enea Masiero; 8 декабря 1933, Лониго, Италия — 31 марта 2009, Милан, Италия) — итальянский футболист и тренер, центральный полузащитник. Наиболее известен по выступлениям за итальянский «Интернационале».

## Карьера

### Игровая
С 1955 по 1964 год футболист играл в Интере. Интересно, но начало самых успешных сезонов в клубе (когда футболист появлялся на поле чаще всего) приходилось на нечётные годы (например, 1955/56, 1957/58, 1959/60, 1961/62), а в сезонах 1956/57 и 1960/61 на поле футболист появлялся лишь трижды.
В чемпионском для Интера сезоне 1962/63 Мазиеро провёл за клуб девять матчей, после чего перешёл в Сампдорию, где он и завершил свою карьеру в 1966 году. Всего в Серии A футболист провёл 195 матчей, которых забил 9 голов.

### Тренерская
Тренировал Интер в сезоне 1972/73 после Джованни Инверницци и в сезоне 1973/74 после госпитализации Эленио Эрреры; в обоих случаях Интер закончил сезон на четвёртом месте и проиграл в полуфинале Кубка Италии. Затем футболист продолжил тренерскую карьеру в низших дивизионах тренерскую карьеру в низших дивизионах Италии. В частности, Мазиеро тренировал швейцарский Лугано.

## Достижения

#### Игровая
- Серия А (1)

Интернационале: 1962-1963
- Кубок Европейских чемпионов (1)

Интернационале: 1963-1964